# Fraktál Newton
Fraktál Newton je obrazec z teorie chaosu, resp. fraktální geometrie.

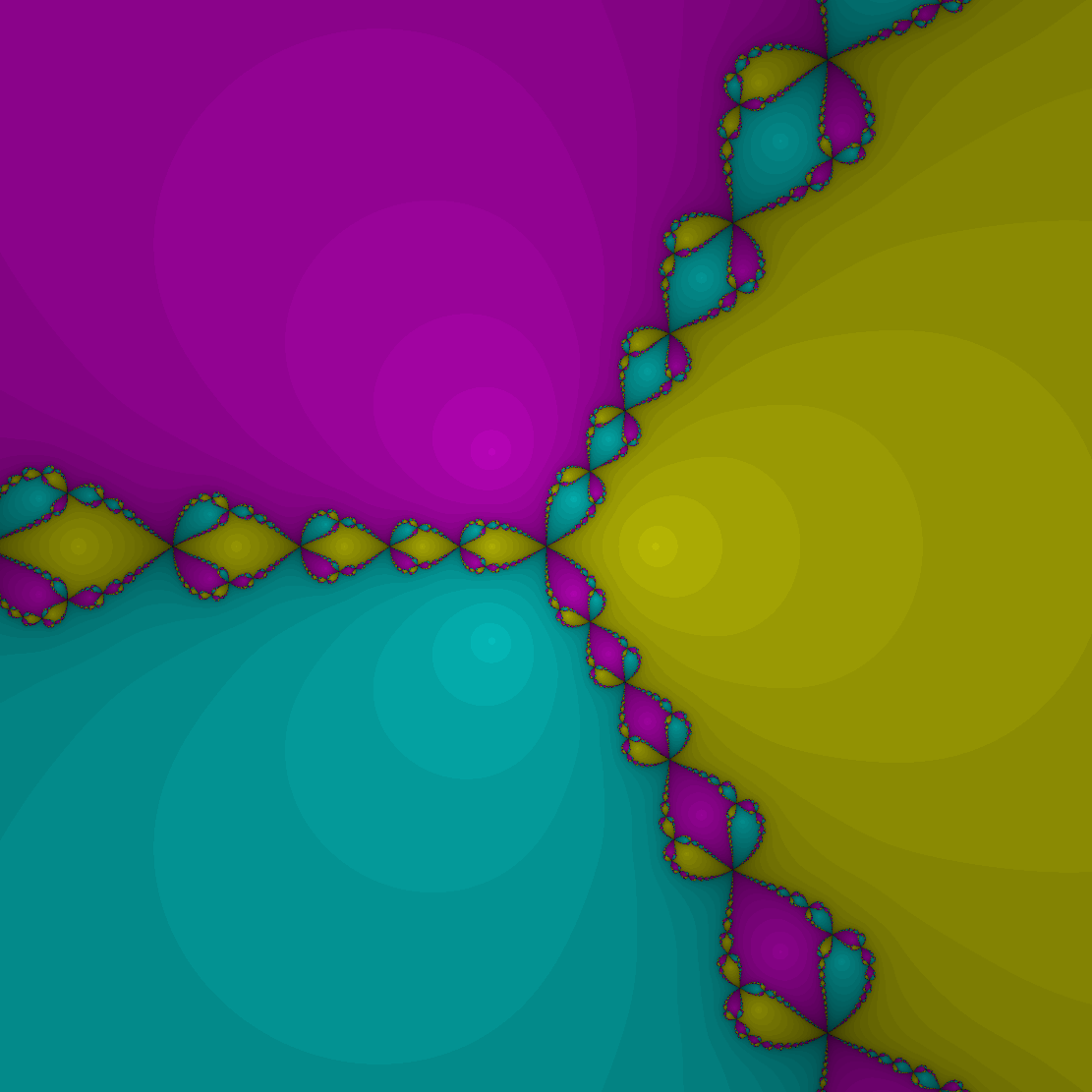
Newtonův fraktál pro rovnici třetího stupně, vybarvený podle dosažených kořenů a rychlosti konvergence

## Vznik
John Hubbard přednášel svým studentům na jedné univerzitě[zdroj?] základy diferenciálního a integrálního počtu. Aby nebyl výklad příliš nudný, zpestřoval jej občas zajímavými otázkami a příklady. Jednou vysvětloval výpočet kořenů polynomu Newtonovu metodou (metoda tečen). Tato metoda spočívá v postupném zpřesňování výsledku. Na začátku si zvolíte náhodné číslo (bod na grafu) a spočítáte derivaci funkce v tomto bodě. Tato derivace určuje směrnici tečny, která by měla protnout osu x1. V bodě, kde ji tečna protne, uděláte kolmici, která protne graf funkce. A v bodě, kde kolmice protíná graf, zase spočítáte derivaci a proces opakujete od začátku. Takto se postupně blížíte ke kořeni funkce. Jenže když má funkce víc kořenů, ke kterému se výpočet vydá? V reálném oboru není zase tak velký problém určit „cílový“ kořen. Jenže jak je tomu v oboru komplexních čísel?
Tuto otázku položil Hubbard také svým studentům. Původně si myslel, že půjde o triviální záležitost, ale nebylo tomu tak. Představa všech studentů byla taková, že se komplexní rovina rozdělí na několik ploch, které budou jednoznačně odděleny a určí ke kterému řešení bude výpočet konvergovat. Jenže tak se to nestalo. K velikému překvapení všech se na rozhraní ploch začaly objevovat záhadné obrazce. V jednu chvíli se zdálo, že řešením bude jeden z kořenů, když náhle začalo směřovat ke kořenu zcela vzdálenému, který nikdo nečekal.
Hubbard začal intenzivně zkoumat velice jednoduchou rovnici x3 - 1 = 0. V oboru reálných čísel má jen jedno řešení. V komplexním oboru jsou řešení ovšem celkem tři. Hubbard si zobrazil na počítači rovinu komplexních čísel a barevně označil body, které konvergují vždy k určitému kořenu. Tak mu vznikl trojbarevný obrázek, který měl na rozhraních velice zajímavé obrazce. Vypadalo to jako pohoří, ze kterého pustíme míč a ten se skutálí do údolí, které je řešením. Nečekaně se ovšem stalo, že na rozhraní dvou barevných ploch se po zvětšení objevila i barva třetí. Míč by tedy zvolil dlouhou klikatou cestu a dokutálel se k nejvzdálenějšímu řešení.
Tato rovnice se stala základní pro fraktál označovaný jako Newton. Podobně jako u ostatních fraktálů zde nalezneme mnoho zajímavých vlastností. Tento fraktál je samozřejmě soběpodobný, takže po zmenšení nalezneme zase podobné motivy jako v celém fraktálu.

Fraktál ve tvaru kde n postupně roste od 1 do 6 (po 0.05) [černá místa nekonvergují ke kořenu